# 馬爾達里夫卡 (科托夫斯克區)
47°32′25″N 29°44′4″E / 47.54028°N 29.73444°E
馬爾達里夫卡（烏克蘭語：Мардарівка），或译为马尔达罗夫卡，是位於烏克蘭西南部的村莊，由敖德萨州波季利斯克区的庫亞利尼克市鎮負責管轄。該村始建於十八世紀，面積4.2平方公里，海拔高度217米，2001年人口1,241，2025年人口1,086，人口密度每平方公里295.48人。